# Adoxia
Adoxia là một chi bọ cánh cứng trong họ Chrysomelidae.
Chi này được Broun miêu tả khoa học năm 1880.

## Các loài
Các loài trong chi này gồm:
- Adoxia aenea Broun, 1880
- Adoxia aenescens (Sharp, 1886)
- Adoxia angularius (Broun, 1909)
- Adoxia anthracina (Broun, 1914)
- Adoxia asperella (Broun, 1909)
- Adoxia atripennis (Broun, 1913)
- Adoxia attenuata Broun, 1880
- Adoxia aurella (Broun, 1914)
- Adoxia australis (Jacoby, 1886)
- Adoxia axyrocharis (Broun, 1909)
- Adoxia benallae (Blackburn, 1891)
- Adoxia brevicollis (Broun, 1893)
- Adoxia brouni (Weise, 1924)
- Adoxia bullata (Broun, 1914)
- Adoxia calcarata (Broun, 1893)
- Adoxia cheesmani (Broun, 1910)
- Adoxia croceicollis (Germar, 1848)
- Adoxia cyanescens (Broun, 1917)
- Adoxia dilatata (Broun, 1914)
- Adoxia dilucida (Broun, 1917)
- Adoxia dilutipes (Broun, 1915)
- Adoxia discrepans (Broun, 1914)
- Adoxia diversa (Broun, 1910)
- Adoxia femoralis (Allard, 1889)
- Adoxia foveigera (Broun, 1913)
- Adoxia fuscata (Broun, 1893)
- Adoxia fuscifrons (Broun, 1910)
- Adoxia gracilipes (Broun, 1917)
- Adoxia hali (Broun, 1917)
- Adoxia insolita (Broun, 1914)
- Adoxia iridescens (Broun, 1914)
- Adoxia lewisi (Broun, 1909)
- Adoxia mediocris (Broun, 1917)
- Adoxia minor (Broun, 1917)
- Adoxia modesta (Blackburn, 1888)
- Adoxia monticola (Broun, 1893)
- Adoxia nigricornis (Sharp, 1886)
- Adoxia nitidicollis Broun, 1880
- Adoxia nodicollis (Broun, 1915)
- Adoxia obscura (Broun, 1910)
- Adoxia oconnori (Broun, 1913)
- Adoxia palialis (Broun, 1909)
- Adoxia perplexa (Broun, 1917)
- Adoxia principes (Broun, 1893)
- Adoxia proletaria (Weise, 1924)
- Adoxia pubicollis (Broun, 1915)
- Adoxia puncticollis (Sharp, 1886)
- Adoxia quadricollis (Broun, 1917)
- Adoxia rectipes (Broun, 1893)
- Adoxia rugicollis (Broun, 1893)
- Adoxia scutellaris (Broun, 1909)
- Adoxia somersetensis (Weise, 1916)
- Adoxia sordidula (Weise, 1924)
- Adoxia sulcifer (Broun, 1893)
- Adoxia truncata (Broun, 1893)
- Adoxia vestita (Weise, 1924)
- Adoxia vilis (Weise, 1924)
- Adoxia viridis Broun, 1880
- Adoxia vulgaris Broun, 1880
- Adoxia xenoscelis (Broun, 1917)